# Michael Angrick
Michael Angrick (* 14. September 1952 in Berlin) ist ein deutscher Chemiker und Autor.

## Leben
Angrick studierte Chemie an der Freien Universität Berlin. Nach der Promotion „Über die Verknüpfung von C3-Zuckern und verwandten polyfunktionellen Verbindungen mit Aminosäuren“ war er zunächst als Laborleiter der Fa. Kulzer und anschließend im Universitätsklinikum Benjamin Franklin der FU Berlin tätig, bevor er 1986 wissenschaftlicher Mitarbeiter im Umweltbundesamt wurde. Von 2010 an leitete er den Fachbereich „Nachhaltige Produktion, Produkte, Kreislaufwirtschaft“. Seit Juli 2015 war er Leiter der Deutschen Emissionshandelsstelle im Umweltbundesamt. Ab dem 1. Oktober 2018 hatte er zusätzlich die Funktion des Vizepräsidenten des Umweltbundesamtes übernommen. Seit dem 1. Juli 2019 ist er außer Dienst.

## Veröffentlichungen (Auswahl)
- M. Angrick, C. Kühleis, J. Landgrebe, J. Weiß (Hrsg.) 12 Jahre Europäischer Emissionshandel in Deutschland. Metropolis Verlag, 2018,  ISBN 978-3-7316-1287-2
- M. Angrick: Die Wende zum guten Leben – Ein Kurzcheck deutscher Wendepolitiken. Metropolis Verlag Marburg, 2016, ISBN 978-3-7316-1245-2
- M. Angrick: Ressourcenschutz – Bausteine für eine große Transformation. Metropolis Verlag Marburg, 2013, ISBN 978-3-7316-1040-3
- M. Angrick, A. Burger, H. Lehmann (Editors): Factor X – Re-source – Designing the Recycling Society. Springer Dordrecht Heidelberg New York London, 2013, ISSN 1389-6970
- M. Angrick, K. Kümmerer, L. Meinzer (Hrsg.): Nachhaltige Chemie – Erfahrungen und Perspektiven. Metropolis Verlag Marburg, 2006, ISBN 3-89518-565-5
- M. Angrick (Hrsg.): Auf dem Weg zur nachhaltigen Informationsgesellschaft. Metropolis Verlag Marburg, 2003, ISBN 3-89518-433-0